# Windows-Wiederherstellungsumgebung
Die Windows-Wiederherstellungsumgebung, englisch Windows Recovery Environment, ist ein auf einer separaten Partition installiertes Windows PE, das zur Wiederherstellung der eigentlichen Installation von Windows von Microsoft dient. Zusätzliche Funktionen sind die Systemdiagnose sowie eine geführte Problembehandlung und die Möglichkeit, zusätzliche Treiber auf dem installierten Windows einzurichten.

## Funktionsweise
Die Wiederherstellungsumgebung wurde mit Windows 7 eingeführt. Bei jeder Installation wird dabei automatisch eine zusätzliche, versteckte Partition angelegt, auf der Windows RE eingerichtet wird, sowie eine zusätzliche Startpartition.
Hat das installierte Windows nun Startprobleme, so bleibt normalerweise die Wiederherstellungspartition unberührt und kann daher das nicht mehr startende Windows reparieren. Ein zusätzliches Wiederherstellungsmedium wie eine Installations-DVD oder ein startfähiger USB-Stick ist damit nicht mehr vonnöten.

## Einrichtung bei der Installation
Normalerweise richtet das Windows-Installationsprogramm automatisch eine separate Windows-Wiederherstellungspartition ein. Es gibt jedoch Unterschiede zwischen MBR- und GPT-Partitionierungen. Windows lässt sich im BIOS-Modus, also wenn es auf einem PC mit BIOS gestartet wird, nur auf einem MBR installieren. Dies gilt auch auf einem UEFI-System, wenn das CSM („Compatibility Support Module“) zum Starten verwendet wird, denn damit verhält sich ein UEFI wie ein PC-BIOS. Im nativen UEFI-Modus kann Windows hingegen nur auf einer GPT-Partition installiert werden. In neueren UEFI-Varianten seit ca. 2020 fehlt das CSM und damit der BIOS-kompatible Modus, sodass PCs nach ca. 2020 nur mehr im nativen UEFI-Modus starten können. Außerdem wurde mit Windows 11 auch die Unterstützung für das PC-BIOS entfernt.
Bei der MBR-Partitionierung gibt es ein Limit von vier Primärpartitionen. Um mögliche Partitionen für andere Betriebssysteme (z. B. eine vorherige Windows-Version, versteckte Recovery-Partition des Herstellers, eine erweiterte Partition für logische Laufwerke) freizulassen, legt Windows hier bei der automatischen Installation nur eine zusätzliche, je nach Windows-Version zwischen 100 und 550 MB große Partition zum Booten an, auf der ein NTFS-Dateisystem eingerichtet wird. Ab Windows 8 liegt Windows RE hier. Auf einer zweiten NTFS-formatierten Partition wird das eigentliche Windows installiert, in diesem ist die erste Partition jedoch versteckt, sie wird z. B. im Windows Explorer nicht angezeigt. Eine manuelle Installation in nur eine Partition ist möglich, schränkt aber die Chance auf Wiederherstellung stark ein.
Ähnlich verhält es sich auf einem im UEFI-Modus gestarteten System mit GPT-Partitionierung. Allerdings werden hier zusätzliche Partitionen angelegt. Diese sind:
- Windows 7:
  - 100 MB Bootloader
  - 128 MB MSR (Microsoft Reserved)
  - der restliche Speicherplatz für Windows („Laufwerk C:“)
- ab Windows 8:
  - 300–450 MB Windows RE (Windows 8: 300 MB, Windows 10: 450 MB)
  - 100 MB ESP (EFI-Systempartition)
  - 128 MB MSR, ab Windows 10 nur 16 MB
  - der restliche Speicherplatz für Windows („Laufwerk C:“)
- ab Windows 10 2004:[4][5]
  - 100 MB ESP (EFI-Systempartition)
  - 16 MB MSR
  - der Speicherplatz dazwischen für Windows („Laufwerk C:“)
  - 450 MB (oder mehr) Windows RE

Ab Windows 10 Version 2004 wird die Wiederhersellungspartition also hinter der Windows-Partition angelegt. Der Grund dafür ist, dass das Wiederherstellungsabbild, die WIM-Datei Winre.wim, bei jeder neuen Version von Windows stetig anwächst. So war die Datei bei der 64-Bit-Version der Erstveröffentlichung von Windows 10, Version 1507, noch 311 MB groß, bei Version 21H1 war sie bereits auf 444 MByte angewachsen. Bei einem Upgrade muss das Setup-Programm das neue Wiederherstellungsabbild auf die Wiederherstellungspartition kopieren. Wenn dafür zu wenig Platz ist, kann es versuchen, den Speicherplatz umzupartitionieren. Dies gelingt aber nur, wenn vor oder nach der Windows-RE-Partition noch freier Platz ist. Das Setup-Programm kann jedoch auch die Windows-Systempartition selbst verkleinern, wenn diese nicht voll ist und im hinteren Bereich keine Daten liegen. Daraufhin kann das Setup beim Upgrade die Wiederherstellungspartition nach vorne vergrößern.
Auch in einem laufenden Windows kann der Anwender die Systempartition verkleinern, beispielsweise in der Datenträgerverwaltung mittels „Partition verkleinern“. Es ist jedoch nicht möglich, Partitionen mit Bordmitteln zu verschieben. Bei einer bestehenden Installation, die bereits eine Windows-RE-Partition am Anfang aufweist, wird daher bei einem Upgrade die Windows-Systempartition „Laufwerk C:“ verkleinert und dahinter eine zusätzliche, mindestens 450 MB große Partition für Windows RE angelegt. Da bei Windows 8 die Windows-RE-Partition nur 300 MB groß ist, Windows 10 anfangs eine 450 MB große Recovery Partition benötigt und bei jedem Upgrade das Wiederherstellungsabbild anwächst, kann es somit zu zwei unterschiedlich großen Wiederherstellungspartitionen kommen. Daher sieht die Partitionierung nach einem Upgrade von Windows 8 (Neuinstallation) auf Windows 10 (per Upgrade), oder bei einem Upgrade von Windows 10 (Neuinstallation vor Version 2004) möglicherweise folgendermaßen aus:
- 300 MB Windows RE von Windows 8, oder 450 MB von Windows 10
- 100 MB ESP
- 16 oder 128 MB MSR
- Windows-Systempartition „Laufwerk C:“
- 450 MB (oder mehr) Windows RE von Windows 10 bzw. nach dem Upgrade

## Funktionen
Die Hauptfunktionen der Wiederherstellungsumgebung beinhalten:
- Automatische Reparatur- und andere Problembehandlungstools
- Zurücksetzen (bei einer Desktop-Version von Windows ab Windows 8)
- Systemimagewiederherstellung (bei einer Server-Version von Windows ab Server 2012)